# Periodizace historie
Periodizace historie označuje rozdělení dějin (historického období) na jednotlivé úseky a jejich pojmenování. Periodizace umožňuje studium jednotlivých fakt a událostí v rámci určitého, něčím charakterizovaného období. Tato charakteristika není dějinám vlastní, ale hledají ji a dle zvolených kritérií nalézají historici, kteří podle toho vytvářejí vhodnou periodizaci. Vhodná kritéria závisí mj. na oblasti tematické (dějiny politické, ekonomické, umění atd.), geografické (dějiny lokální, určitého kulturní okruhu, světové) a na přístupu historika (z hlediska metodologického, ideologického ap.).
Zatímco různá periodizace může pomoci lépe uchopit studované jevy, z praktických důvodů se často odkazuje na tradiční periodizaci. Umožňuje totiž bez znalosti zvolených kritérií periodizace zařadit událost do určitého období. Typickým příkladem může být vymezení středověku lety 476 a 1492, i když ani pád posledního římského císaře, ani objevení Ameriky (domněle cesty do Indie) neznamenaly okamžitý zásadní dějinný zvrat a kromě toho existují smysluplné alternativní hranice středověku posunuté v řádu staletí.
Rozdělení dějin podle letopočtu představuje do jisté míry neutrální periodizaci, která je nezávislá na dějinné skutečnosti. Časté bývá rozdělení podle desetiletí či staletí, například v italské renesanci. V praxi se ale někdy k událostem přihlíží, např. „skutečné“ dvacáté století pro některé začíná až zvratem, který přinesla první světová válka.

## Příklad tradiční periodizace historie
Tradiční periodizace má kořeny v renesanci, kdy učenci vlastní dobu nazývali novověk a kdy se snažili obnovit zašlou slávu antiky (starověk). Mezilehlé období středověku bylo považováno za období úpadku. Později přibyl výraz pravěk pro nejstarší období, o kterém nemáme písemné zprávy. Naše současnost stále náleží do nového věku, ale v užším smyslu se často od novověku odlišuje moderní doba zahájená francouzskou a průmyslovou revolucí.

### Pravěk
- Doba kamenná (cca 3 miliony let př. n. l. – 4. tisíciletí př. n. l.)
  - Starší doba kamenná
    - Paleolit (cca do 11. tisíciletí př. n. l.)
    - Mezolit (cca do 8. tisíciletí př. n. l.)

  - Mladší doba kamenná
    - Neolit (cca do 5200 př. n. l.)
    - Eneolit (chalkolit, doba měděná, na Předním východě cca do 3500 př. n. l.)

### Starověk
- Doba bronzová (cca do 750 př. n. l.)
  - Starší doba bronzová (cca do 1550 př. n. l.)
  - Střední doba bronzová (cca do 1330 př. n. l.)
  - Mladší doba bronzová (cca do 750 př. n. l.)
- Doba železná (cca 750 př. n. l. – 0)
  - Starší doba železná (cca do 400 př. n. l.)
    - Doba halštatská

  - Mladší doba železná (cca do 0)
    - Doba laténská
- Doba římská (cca 0 – 400 n. l.)
- Doba stěhování národů (cca po 400 n. l.)
- Starověký Orient a Starověký Egypt
- Klasický starověk
  - Mínojská civilizace
  - Mykénská civilizace
  - Temné období
  - Klasické Řecko
  - Helénismus
  - Starověký Řím

### Středověk
- Raný středověk
- Vrcholný středověk
- Pozdní středověk

### Novověk
- Raný novověk

### Moderní doba
- První světová válka
- Meziválečné období
- Druhá světová válka
- Studená válka
- Současná doba

## Alternativní periodizace
- Karel Marx – společensko-ekonomické formace
  - Prvotně pospolná společnost
  - Otrokářská společnost
  - Feudální společnost
  - Kapitalistická společnost
  - Komunistická společnost
- Walt Whitman Rostow – stádia ekonomického růstu společnosti
  - Tradiční společnost
  - Společnost s předpoklady pro hospodářský vzestup
  - Společnost hospodářského vzestupu
  - Zralá společnost
  - Společnost věku masové potřeby
- Josef Pekař – dle duševní úrovně doby
  - Románská
  - Středověk – gotika, renesance, baroko
  - Novověk – osvícenství, romantismus
- Pompeius Trogus – periodizace dle dynastií
  - Asýrská
  - Médská
  - Perská
  - Řecká
  - Římská